# Brandon Armstrong (bailarín)
Brandon Armstrong (San Francisco, California,  5 de junio de 1994) es un bailarín de salón y coreógrafo estadounidense, más conocido por ser uno de los bailarines profesionales de Dancing with the Stars de ABC.

## Primeros años
Armstrong nació y creció en California. Se mudó a Utah y comenzó a bailar a los 12 años.  Entrenó con Mark Ballas, Corky Ballas y Shirley Ballas.

## Carrera

### Dancing with the Stars
Armstrong comenzó a trabajar en Dancing with the Stars como miembro del cuerpo de baile desde la vigesimocuarta temporada hasta la vigesimosexta temporada. Fue promovido como profesional en la temporada 27, siendo emparejado con la cantante y compositora Tinashe, siendo ambos eliminados en la cuarta semana de competencia y quedando en el décimo puesto. Para la temporada 28 formó pareja con la cantante de The Supremes, Mary Wilson; ellos fueron los primeros eliminados del programa, ubicándose en el decimosegundo puesto.
En la temporada 29, tuvo como pareja a la presentadora de televisión y estilista Jeannie Mai, teniendo que abandonar la competencia un día antes de la octava semana debido a que Mai fue hospitalizada por epiglotitis, quedando en el noveno puesto. Para la temporada 30 fue emparejado con la actriz y estrella de The Real Housewives of Atlanta, Kenya Moore, con quien logró llegar hasta la sexta semana y finalizar en el décimo puesto.
| Temporada                                        | Pareja          | Puesto | Promedio |
| ------------------------------------------------ | --------------- | ------ | -------- |
| 27                                               | Tinashe         | 10.º   | 25.60    |
| 28                                               | Mary Wilson     | 12.º   | 16.00    |
| 29                                               | Jeannie Mai     | 9.º    | 21.88    |
| 30                                               | Kenya Moore     | 10.º   | 21.96*   |
| 31                                               | Jordin Sparks   | 9.º    | 23.92*   |
| 32                                               | Lele Pons       | 8.º    | 23.25    |
| 33                                               | Chandler Kinney | 3.º    | 27.36    |
| * Promedios ajustados a una escala de 30 puntos. |                 |        |          |

- Temporada 27 con Tinashe

| Semana | Baile / Canción                        | Puntajes de los jueces | Puntajes de los jueces | Puntajes de los jueces | Resultado        |
| Semana | Baile / Canción                        | C. I.                  | L. G.                  | B. T.                  | Resultado        |
| ------ | -------------------------------------- | ---------------------- | ---------------------- | ---------------------- | ---------------- |
| 1      | Jive / «I'm a Lady»                    | 8                      | 7                      | 8                      | Salvados         |
| 2      | Tango argentino / «New Drop. New York» | 9                      | 8                      | 9                      | Salvados         |
| 2      | Chachachá / «Circus»                   | 9                      | 8                      | 9                      | Salvados         |
| 3      | Rumba / «2 On»                         | 9                      | 9                      | 9                      | Últimos salvados |
| 4      | Tango / «Hit Me with Your Best Shot»   | 9                      | 8                      | 9                      | Eliminados       |

- Temporada 28 con Mary Wilson

| Semana | Baile / Canción       | Puntajes de los jueces | Puntajes de los jueces | Puntajes de los jueces | Resultado       |
| Semana | Baile / Canción       | C. I.                  | L. G.                  | B. T.                  | Resultado       |
| ------ | --------------------- | ---------------------- | ---------------------- | ---------------------- | --------------- |
| 1      | Foxtrot / «Baby Love» | 6                      | 5                      | 6                      | Sin eliminación |
| 2      | Chachachá / «Think»   | 5                      | 5                      | 5                      | Eliminados      |

- Temporada 29 con Jeannie Mai

| Semana | Baile / Canción                          | Puntajes de los jueces | Puntajes de los jueces | Puntajes de los jueces | Resultado       |
| Semana | Baile / Canción                          | C. I.                  | D. H.                  | B. T.                  | Resultado       |
| ------ | ---------------------------------------- | ---------------------- | ---------------------- | ---------------------- | --------------- |
| 1      | Salsa / «Tell It to My Heart»            | 6                      | 6                      | 6                      | Sin eliminación |
| 2      | Chachachá / «Roses»                      | 6                      | 6                      | 6                      | Salvados        |
| 3      | Vals vienés / «Married Life»             | 7                      | 7                      | 8                      | Salvados        |
| 4      | Tango / «Seven Nation Army»              | 7                      | 7                      | 7                      | Salvados        |
| 5      | Jazz / «Like a Virgin»                   | 8                      | 8                      | 8                      | Salvados        |
| 6      | Rumba / «You Gotta Be»                   | 8                      | 8                      | 9                      | Salvados        |
| 7      | Pasodoble / «Maneater»                   | 8                      | 9                      | 8                      | Dos últimos     |
| 8      | Charlestón / «Shout»                     | —                      | —                      | —                      | Abandonaron     |
| 8      | Relevo de Vals vienés / «I Have Nothing» | —                      | —                      | —                      | Abandonaron     |

- Temporada 30 con Kenya Moore

| Semana | Baile / Canción                             | Puntajes de los jueces | Puntajes de los jueces | Puntajes de los jueces | Puntajes de los jueces | Resultado       |
| Semana | Baile / Canción                             | C. I.                  | L. G.                  | D. H.                  | B. T.                  | Resultado       |
| ------ | ------------------------------------------- | ---------------------- | ---------------------- | ---------------------- | ---------------------- | --------------- |
| 1      | Foxtrot / «Kiss Me More»                    | 7                      | 6                      | 6                      | 7                      | Sin eliminación |
| 2      | Chachachá / «Hot Stuff»                     | 6                      | 6                      | 6                      | 6                      | Salvados        |
| 3      | Tango / «Womanizer»                         | 7                      | 7                      | —                      | 7                      | Dos últimos     |
| 4      | Contemporáneo / «How Far I'll Go»           | 7                      | 7                      | 8                      | 7                      | Tres últimos    |
| 4      | Vals vienés / «Dangerous Woman»             | 7                      | 7                      | 8                      | 8                      | Tres últimos    |
| 5      | Rumba / «There Are Worse Things I Could Do» | 9                      | 9                      | 9                      | 9                      | Salvados        |
| 6      | Tango argentino / «Take My Breath»          | 8                      | 8                      | 8                      | 8                      | Eliminados      |

## Vida personal
Armstrong se comprometió con su novia, Brylee Ivers, en marzo de 2022. Ellos se casaron el 30 de julio de 2022.